# TSUBASA (企業)
株式会社TSUBASA（つばさ）は日本の演劇（舞台）や音楽（ライブ・イベント）の企画・制作を手掛ける会社。

## 概要
加藤孝により1991年に設立。登記上は「株式会社翼」であるが使用している名称や表記は、「株式会社TSUBASA」を用いている。作品の企画・制作・キャスティングにあたっているほか、バーニングプロダクションやバーニング養成所、関連会社である株式会社MIRAIとのパイプを持ち新人の発掘も手がける。

## 沿革
- 1991年11月13日 - 東京都新宿区四谷に株式会社翼を設立。演劇製作（舞台）を中心に活動する。
- 1999年 - 秋に株式会社MIRAIより資本協力を受け演劇製作、芸能事業、新人発掘の強化を図る。
- 2000年1月31日 - 製作部門のMIRAI PICTURES JAPAN（旧：ミライ・アクターズ・プロモーション）、MME（音楽レーベル）事業部と協力し映画や舞台、ミュージカルの製作を行う。
- 2006年8月1日 - 東京都港区東新橋にMIRAIグループ社屋が移転。同グループのTSUBASA事務所も同様に移転する。株式会社MIRAI代表の  神品信市が代表権が有する。

## 演劇（舞台・ライブ）作品
- 舞台『真夜中のパーティー』1990年　演出/西川信広　出演/三浦浩一・森田順平
- 舞台『真夜中のパーティー』1992年　演出/青井陽治　出演/野口五郎・小野寺昭・太川陽介・井上純一
- 舞台『CHANEL』1997年　演出/フィリップ・マッキンリー　出演/岸恵子・榎木考明
- 舞台『真夜中のパーティー』1997年　演出/青井陽治　出演/加勢大周・羽場裕一・金子賢・田中実
- 舞台『真夜中のパーティー』1998年　演出/遠藤吉博　出演/加勢大周・沖田浩之・湯江健幸・田中実
- 舞台『太陽と月に背いて 』1999年　演出/亀井光子　出演/野村宏伸・高橋かおり・田中実
- 舞台『ニジンスキー』2000年　演出/ジョン・ティリンジャー　出演/市村正親・段田安則
- ライブ『SONG & DANCE 2001』2001年　出演/大坂俊介（ソロコンサート）

## 関連会社・事業部
- バーニングプロダクション
- MIRAI
- MIRAI PICTURES JAPAN
- MIRAI MUSIC ENTERTAINMENT
- MIRAI PICTURES ACADEMY
- Cafe de shachu